# Janina Minge
Janina Madeleine Minge (Lindau, 11 giugno 1999) è una calciatrice tedesca, centrocampista del Wolfsburg.
Ha indossato le maglie delle giovanili della nazionale tedesca dall'under 15 all'Under 20, conquistando con la formazione under 17 l'europeo di Bielorussia 2016.

## Statistiche

### Presenze e reti nei club
Statistiche aggiornate al 12 febbraio 2024.
| Stagione        | Squadra         | Campionato      | Campionato | Campionato | Coppe nazionali | Coppe nazionali | Coppe nazionali | Coppe internazionali | Coppe internazionali | Coppe internazionali | Altre coppe | Altre coppe | Altre coppe | Totale | Totale |
| Stagione        | Squadra         | Comp            | Pres       | Reti       | Comp            | Pres            | Reti            | Comp                 | Pres                 | Reti                 | Comp        | Pres        | Reti        | Pres   | Reti   |
| --------------- | --------------- | --------------- | ---------- | ---------- | --------------- | --------------- | --------------- | -------------------- | -------------------- | -------------------- | ----------- | ----------- | ----------- | ------ | ------ |
| 2015-2016       | Friburgo        | BL              | 4          | 0          | CG              | 0               | 0               | -                    | -                    | -                    | -           | -           | -           | 4      | 0      |
| 2016-2017       | Friburgo        | BL              | 12         | 1          | CG              | 1               | 0               | -                    | -                    | -                    | -           | -           | -           | 13     | 1      |
| 2017-2018       | Friburgo        | BL              | 17         | 1          | CG              | 3               | 0               | -                    | -                    | -                    | -           | -           | -           | 20     | 1      |
| 2018-2019       | Friburgo        | BL              | 21         | 0          | CG              | 4               | 1               | -                    | -                    | -                    | -           | -           | -           | 25     | 1      |
| 2019-2020       | Friburgo        | BL              | 22         | 4          | CG              | 2               | 0               | -                    | -                    | -                    | -           | -           | -           | 24     | 4      |
| 2020-2021       | Friburgo        | BL              | 22         | 3          | CG              | 3               | 1               | -                    | -                    | -                    | -           | -           | -           | 25     | 4      |
| 2021-2022       | Friburgo        | BL              | 22         | 1          | CG              | 2               | 1               | -                    | -                    | -                    | -           | -           | -           | 23     | 2      |
| 2022-2023       | Friburgo        | BL              | 22         | 9          | CG              | 4               | 1               | -                    | -                    | -                    | -           | -           | -           | 26     | 10     |
| 2023-2024       | Friburgo        | BL              | 22         | 3          | CG              | 2               | 0               | -                    | -                    | -                    | -           | -           | -           | 24     | 3      |
| Totale Friburgo | Totale Friburgo | Totale Friburgo | 164        | 22         | -               | 21              | 4               | -                    | -                    | -                    | -           | -           | -           | 185    | 26     |
| 2024-2025       | Wolfsburg       | BL              | 14         | 3          | CG              | 2               | 0               | WCL                  | 8                    | 1                    | SG          | 1           | 0           | 25     | 4      |
| Totale carriera | Totale carriera | Totale carriera | 178        | 25         | -               | 23              | 4               | -                    | 8                    | 1                    | -           | 1           | 0           | 210    | 30     |

## Palmarès

### Nazionale
- Campionato d'Europa under 17: 1

2016
- Bronzo olimpico: 1

Parigi 2024

### Individuale
- Fritz-Walter-Medaille

 Argento 2017